# گایزنبرون
گایزنبرون (به آلمانی: Geisenbrunn) یک منطقهٔ مسکونی در آلمان است که در گیلشینگ واقع شده‌است. گایزنبرون ۱٬۳۰۰ نفر جمعیت دارد.